# 218-та піхотна дивізія (Третій Рейх)
218-та піхотна дивізія (Третій Рейх) (нім. 218. Infanterie-Division) — піхотна дивізія Вермахту за часів Другої світової війни. Дивізія 3-ї хвилі мобілізації Сухопутних військ Третього Рейху брала участь у Польській, Французькій кампаніях, билася на Східному фронті.

## Історія
218-та піхотна дивізія сформована 26 серпня 1939 в Берліні з особового складу III-го військового округу під час 3-ї хвилі мобілізації Вермахту.

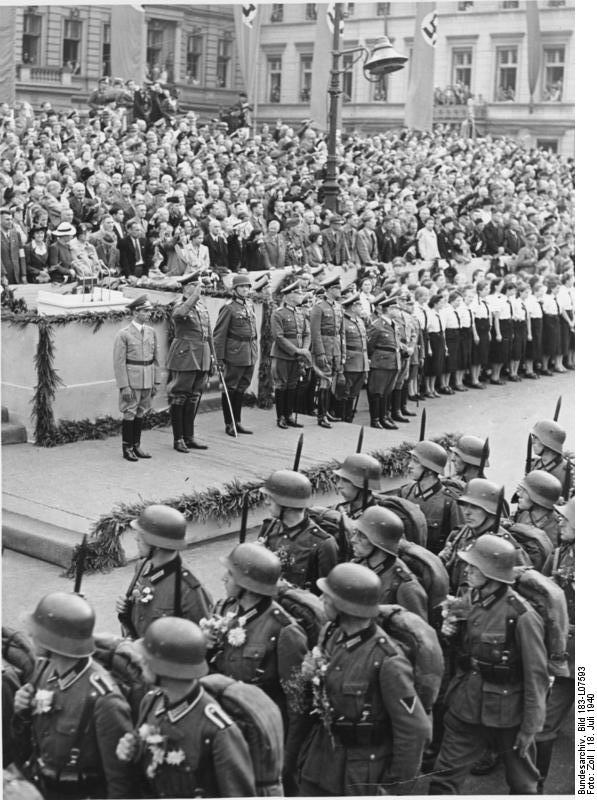
Підрозділ 218-ї піхотної дивізії на урочистому параді на Паризькій площі в Берліні, присвяченому перемоги Німецького Рейху над Францією. На трибуні Г.Геббельс та генерал-полковник Ф. Фромм. Липень 1940

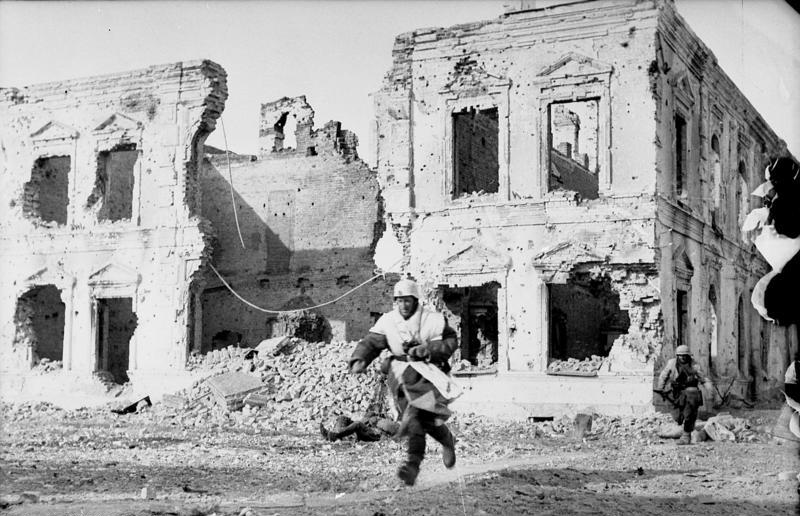
Бойові дії 218-ї піхотної дивізії під час вуличних боїв за Холм. Торопецько-Холмська операція. Зима 1942

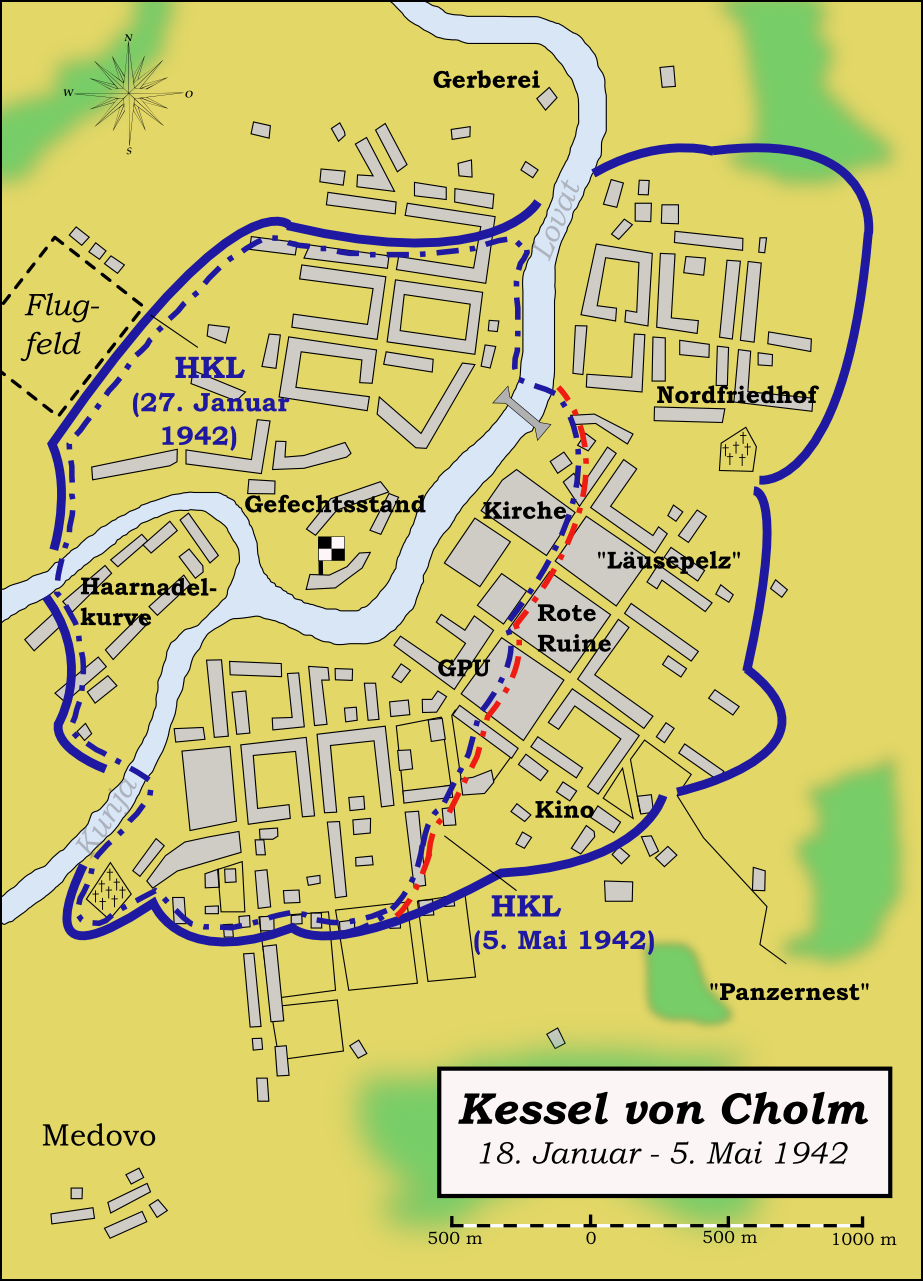
Карта боїв за Холм. Холмський котел. 18 січня — 5 травня 1942

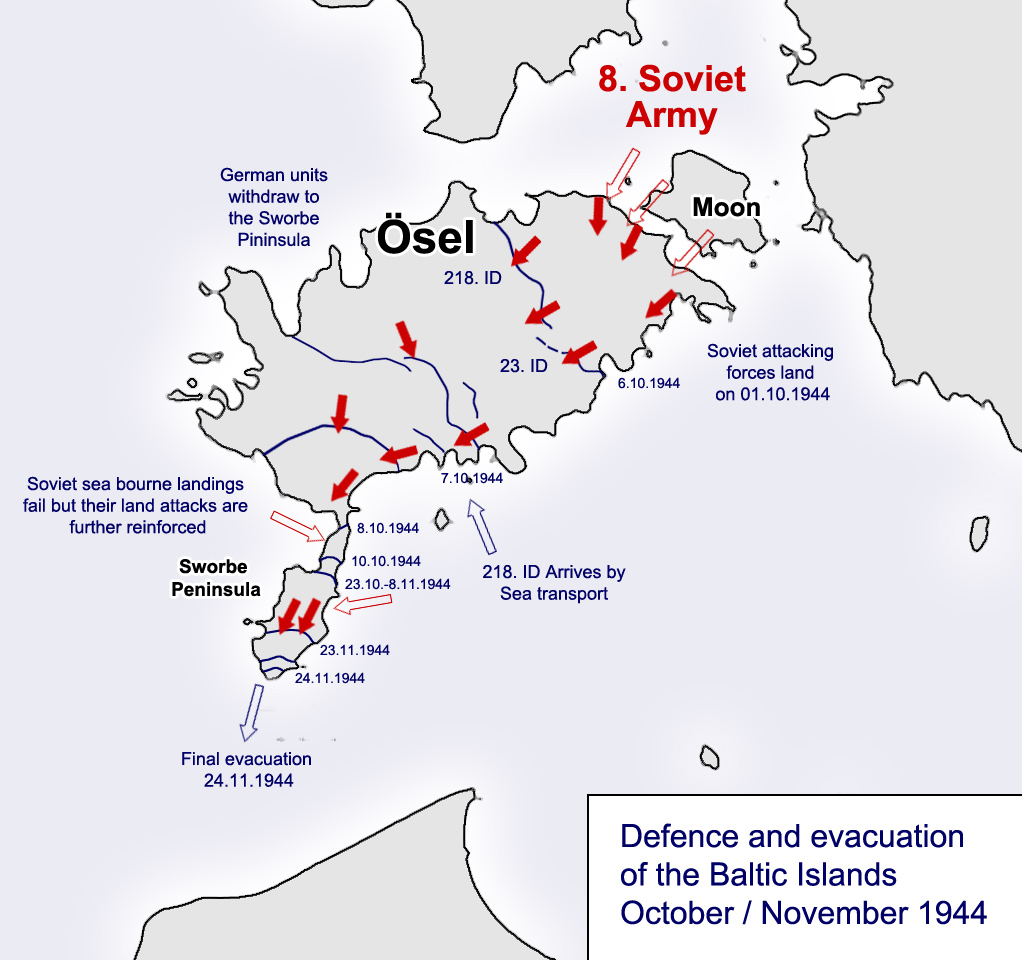
Бойові дії 218-ї піхотної дивізії під час боїв за острів Сааремаа. Моонзундська операція. Жовтень-листопад 1944

### Польська кампанія
З початком вторгнення німецького Вермахту до Польщі дивізія разом з 23-ю дивізією входила до резерву 4-ї польової армії генерала артилерії Г.фон Клюге групи армій «Північ». Основне угруповання цих військ знаходилося на території Західної Померанії. На першому етапі польської кампанії 218-та дивізія діяла в другому ешелоні 4-ї армії при прориві нею через Польський коридор, й значної участі у боях з частинами польської армії «Помор'я» не брала.

### Французька кампанія
У травні 1940 року 218-та дивізія передислокована на Західний фронт до Верхнього Рейну, де увійшла до складу резерву 7-ї армії. 15 червня на другій стадії Французької кампанії дивізія разом з п'ятьма іншими піхотними дивізіями цієї армії залучалася до проведення операції «Клейнер Бар», форсування німецькими військами Рейну в районі фортифікаційного сектору «Кольмар» навпроти французького міста Кольмар.
За замислом операції «Клейнер Бар» формування армії мали стрімким ударом форсувати могутню річку та з ходу атакувати оборонні рубежі французької лінії Мажино, яку на ділянці прориву обороняли три французькі фортечні дивізії.
О 09:00 15 червня розпочалась масована артилерійська підготовка наступу, зокрема німці застосували вогонь прямою наводкою зенітними гарматами FlaK 18/36/37 по бункерах противника, що знаходилися напроти річки та знищили або змусили замокнути більшість з вогневих точок у лічені хвилини. О 09:20 перша штурмова хвиля на переправних засобах розпочала форсування нижнього Рейну одночасно на декількох напрямках: 218-та піхотна дивізія в секторі Шено, 221-ша дивізія — в секторі Лімбурга та 239-та в секторі Шпонека. Другий ешелон йшов вслід: 554-та піхотна дивізія в секторі Неф-Бризак і 557-ма — у смузі Рино
В переважній більшості перша ж атака призвела до успіху, французи не змогли вчинити серйозного опору, і незабаром річкова смуга на протилежному березі була захоплена частинами 7-ї армії генерала артилерії Ф.Долльмана. Найбільшого спротиву французькі війська вчинили саме у секторі висадки 218-ї дивізії, першим ешелоном якої просувався 397-й піхотний полк дивізії; довше усього опір чинив каземат «Шено-Південь», який не постраждав від вогневого впливу німецької артилерії й відкрив вогонь впритул по підрозділах полку, що форсували Рейн. Це призвело до скасування плану посилення наступу на цьому напрямку. Німцям на цій ділянці довелося імпровізувати на ходу і шукати обхідні маршрути для продовження наступу. 386-й піхотний полк мав більш значущі успіхи, у секторі його висадки вогневих засобів було обмаль, тому форсування пройшло без важких втрат в особовому складі та техніці. Не гаючи часу, передові загони німецької дивізії штурмом опанували першу лінію оборони французів і продовжили наступ вперед.
Поступово сили тих, що оборонялися слабішали, французька армія не мала достатніх резервів та вогневих засобів протистояти німецькій висадці. Рубіж за рубежем, лінія за лінією німці просувалися вперед та нищили осередки оборони противника. До кінця доби німецькі війська утримували плацдарм завглибшки до 4 км і в ширину до 30 кілометрів. Вночі на захоплений берег перекинули додаткові сили для продовження наступу наступного дня.
16 червня зранку німецькі війська 218-ї, 221-ї та 239-ї дивізій за підтримки артилерії та пікіруючих бомбардувальників Ju 87 прорвали третю лінію оборонних укріплень лінії Мажино на своїх ділянках й вирвалися на оперативний простір. До 19 червня підрозділи дивізій вели спорадичні бої з відступаючими французькими військами в горах Вогези, які через прорив танкового клину Гудеріана до швейцарського кордону, перебували в хаотичному стані й не були здатні чинити адекватний опір німцям. Через три доби Франція капітулювала в Комп'єні й бойові дії на цьому напрямку незабаром припинилися. Французькі війська масово здавалися у полон. 218-та дивізія виконувала окупаційні та охоронні функції в районі Вогез та Ельзасу до серпня 1940, доки її тимчасово не розпустили.

### Східний фронт
У квітні 1941 року 218-та піхотна дивізія знову відновила своє існування, підрозділи були укомплектовані до повного штату й з'єднання передислокували для виконання окупаційних функцій до Данії. У складі окупаційних військ Вермахту дивізія перебувала до січня 1942, коли у зв'язку з розвитком ситуації на центрального напрямку Східного фронту, командир дивізії не отримав наказ на перепідпорядкування командувачу групи армій «Північ».
Дивізія знаходилася в процесі висування у визначений сектор під Ленінград, й була вже під Ригою, коли надійшов новий наказ від командувача 16-ї польової армії генерал-полковника Е.Буша — терміново передислокуватися в район міста Холм, де йшли запеклі бої з радянськими військами.
Частка військ дісталася тільки найближчої можливої залізничної станції Локня, де передові частини в швидкому темпі вивантажувалися із залізничного транспорту й шикувалися в колони. Першим на максимальній швидкості до Холма, що був на відстані 80 км, здійснював марш I-й батальйон 386-го полку, який віз до обложених військ продовольство та боєприпаси.
Оберстлейтенант Йоханнес Маітіус, командир 386-го піхотного полку на чолі передового загону з двох батальйонів та підрозділів забезпечення встиг проховзнути до обложеного міста, поки формування радянської 3-ї ударної армії генерал-полковника Пуркаєва М. О. повністю не оточили Холм й не виставили загороджувальні загони по його периметру. До 28 січня 1942, формування Червоної армії замкнули кільце навколо Холму й відбили спробу решти 218-ї дивізії на чолі з її командиром генерал-майором Укерманном прорватися до обложеного міста. Комдив був змушений відступити назад в напрямку Локні, де перейшов до оборони.
Адольф Гітлер особисто оголосив оточений Холм фортецею (нім. Festung), й віддав наказ гарнізону міста ні за які умови не здавати утримані позиції до повного визволення. Забезпечення міста здійснювалося повітрям, однак воно не могло повною мірою покрити усі потреби обложеного гарнізону. По суті, німці не мали артилерії, штурмових гармат та танків, однак вперто тримали оборону до повного визволення міста.
Тим часом решта сил 218-ї дивізії за підтримки 8-ї танкової дивізії сформувала бойову тактичну групу на чолі з командиром дивізії генерал-майором Уккерманном, так звану «групу Уккерманна», яка розпочала підготовку до деблокування обложеного гарнізону. Між ударною групою та гарнізоном оточеної фортеці було близько 15 км.
Протягом 105 днів 5 500 німецьких солдатів з різних військових частин під командуванням командира 281-ї дивізії охорони генерал-майора Т.Шерера утримували невелике місто від атак радянських військ.
Німецький гарнізон витримав близько 100 атак радянських військ, 42 з яких були за підтримки танків. Коли 5 травня 1942 група Уккерманна прорвалася крізь заслін Червоної армії й увійшла до Холма, в живих серед захисників лишалося тільки 1 200 чоловік. Гітлер власноруч нагородив генерал-майора Т.Шерера Лицарським хрестом Залізного хреста, а усі учасники облоги отримали спеціально створену нагороду — «Холмський щит».
Після завершення блокади, 218-та дивізія отримала поповнення й перейшла до оборони на рубежу поблизу міста Холм, який утримувала наступні 18 місяців.
У січні 1944 з початком масштабного наступу радянських військ під Ленінградом, оборонні рубежі німецької групи «Північ» рухнули й Гітлер дозволив відвести війська Вермахту на нову оборонну лінію — на лінію Пантера-Вотан. Однак, потужні удари радянських військ прорвали й цю лінію оборони, окупанти відступали по усьому фронтові. 218-та дивізія відступала разом з іншими формуваннями групи армій «Північ» до Прибалтики, вела ар'єргардні бої в Латвії та Естонії.
З виходом Фінляндії з війни, становище німецьких військ у Прибалтиці різко погіршилося. Верховне командування Вермахту ухвалило рішення про термінове посилення Моонзундського архіпелагу в Балтійському морі. Основні сили, що тримали оборону на островах становили формування 23-ї піхотної дивізії, посиленої різнорідними підрозділами Крігсмаріне, берегової артилерії тощо. Тому для посилення своїх оборонних позицій на архіпелаг були передислоковані частини 218-ї піхотної та 12-ї авіапольової дивізій.
30 вересня 1944 перші підрозділи 218-ї дивізії висадилися у південній частині острову Сааремаа й продовжили марш вглиб острову, займаючи оборону на визначених рубежах та позиціях. Через 5 днів розпочалася висадка морського десанту Червоної армії й між противника спалахнули перші запеклі бої. Німці поступово під ударами радянських військ відступали, доки командувач групи армій «Північ» генерал Ф.Шернер не віддав наказ на відхід усіх німецьких військ на Сааремаа на півострів Церель на самому півдні острову. Бої за цю частину архіпелагу тривали до кінця листопада 1944 року. 218-й дивізії вдавалося доволі тривалий час утримувати вузьку смужку землі, Гітлер знову вимагав тримати оборону під ударами переважаючих сил Червоної армії до останнього солдата та не вважатися з втратами. Але, попри наказу фюрера, Шернер, оцінивши стан справ, що склався, віддав наказ на евакуацію й 24 листопада підрозділи дивізії остаточно відступили з Моонзундського архіпелагу на Курляндський півострів.
З кінця листопада 1944 до повної капітуляції групи армій «Курляндія» генерал-полковника К.Хільперта на латвійській землі, 218-та піхотна дивізія билася проти радянських військ поблизу міста Тукумс, поки не здалася після 9 травня 1945 року. Переважна більшість солдатів та офіцерів дивізії потрапили у радянський полон.

## Райони бойових дій
- Польща (вересень 1939 — червень 1940);
- Франція (червень — серпень 1940);
- Данія (квітень 1941 — січень 1942);
- Східний фронт (північний напрямок) (січень 1942 — листопад 1944);
- Східний фронт (Курляндія) (листопад 1944 — травень 1945).

## Командування

### Командири
- генерал-майор, з 1 листопада 1939 генерал-лейтенант барон Вольдемар фон Гроте (нім. Woldemar Freiherr von Grote) (26 серпня 1939 — 1 січня 1942);
- оберст, з 1 лютого 1942 генерал-майор барон Горст фон Укерманн (нім. Horst Freiherr von Uckermann) (1 січня 1942 — 20 березня 1943);
- генерал-лейтенант Віктор Ланг (нім. Victor Lang) (20 березня 1943 — 25 грудня 1944);
- генерал-майор Інго фон Коллані (нім. Ingo von Collani) (25 грудня 1944 — 1 травня 1945);
- генерал-лейтенант Вернер Ранк (нім. Werner Ranck) (1 — 9 травня 1945).

### Підпорядкованість
| Час      | Корпус                                      | Армія                         | Група армій (округ)     | Штаб                   |
| -------- | ------------------------------------------- | ----------------------------- | ----------------------- | ---------------------- |
| 1939     |                                             |                               |                         |                        |
| вересень | —                                           | 4-та армія                    | Група армій «Північ»    | Польща                 |
| листопад | XXXVI-е командування особливого призначення | Прикордонний сектор «Центр»   | Група армій «Центр»     | Польща                 |
| 1940     |                                             |                               |                         |                        |
| січень   | XXXVI-е командування особливого призначення | Прикордонний сектор «Центр»   | Група армій «Центр»     | Польща                 |
| червень  | z.Vfg.                                      | 7-ма армія                    | Група армій «C»         | Верхній Рейн           |
| серпень  | тимчасово розформована                      | тимчасово розформована        | тимчасово розформована  | тимчасово розформована |
| 1941     |                                             |                               |                         |                        |
| лютий    | тимчасово розформована                      | тимчасово розформована        | тимчасово розформована  | тимчасово розформована |
| квітень  | відновлена                                  | відновлена                    | відновлена              | Берлін                 |
| червень  | Окупаційні війська Вермахту в Данії         | Командування Вермахту в Данії | —                       | Данія                  |
| 1942     |                                             |                               |                         |                        |
| січень   | Окупаційні війська Вермахту в Данії         | Командування Вермахту в Данії | —                       | Данія                  |
| лютий    | XXXIX-й мк                                  | 16-та армія                   | Група армій «Північ»    | Холм                   |
| серпень  | Тактична група Бранденбергера               | 16-та армія                   | Група армій «Північ»    | Холм                   |
| грудень  | Тактична група Тіманна                      | 16-та армія                   | Група армій «Північ»    | Холм                   |
| 1943     |                                             |                               |                         |                        |
| січень   | Тактична група Тіманна                      | 16-та армія                   | Група армій «Північ»    | Холм                   |
| березень | II-й ак                                     | 16-та армія                   | Група армій «Північ»    | Холм                   |
| 1944     |                                             |                               |                         |                        |
| січень   | II-й ак                                     | 16-та армія                   | Група армій «Північ»    | Опочка                 |
| квітень  | L-й ак                                      | 16-та армія                   | Група армій «Північ»    | Опочка                 |
| липень   | L-й ак                                      | 18-та армія                   | Група армій «Північ»    | Латвія                 |
| серпень  | VI-й корпус СС                              | 18-та армія                   | Група армій «Північ»    | Валга                  |
| жовтень  | XXXXIII-й ак                                | 16-та армія                   | Група армій «Північ»    | Сааремаа               |
| листопад | XXXXIII-й ак                                | 16-та армія                   | Група армій «Північ»    | Сааремаа               |
| 1945     |                                             |                               |                         |                        |
| січень   | I-й ак                                      | 18-та армія                   | Група армій «Північ»    | Курляндія              |
| лютий    | I-й ак                                      | 18-та армія                   | Група армій «Курляндія» | Курляндія              |
| травень  | XVI-й ак                                    | 18-та армія                   | Група армій «Курляндія» | Курляндія              |

### Склад
| Вересень 1939                          | Травень 1943                              |
| -------------------------------------- | ----------------------------------------- |
| 323-й піхотний полк                    | 323-й гренадерський полк                  |
| 386-й піхотний полк                    | 386-й гренадерський полк                  |
| 397-й піхотний полк                    | 397-й гренадерський полк                  |
| 218-й артилерійський полк              |                                           |
| 218-й розвідувальний батальйон         |                                           |
| 218-й протитанковий дивізіон           | 218-й винищувально-протитанковий дивізіон |
| —                                      | 218-й фузілерний батальйон                |
| 218-й інженерний батальйон             |                                           |
| 218-й дивізійний батальйон зв'язку     |                                           |
| 218-те дивізійне управління постачання |                                           |
| 218-й запасний батальйон               |                                           |